# S.U.P.
Die Société des Usines du Paquis war ein französischer Hersteller von Automobilen.

## Unternehmensgeschichte

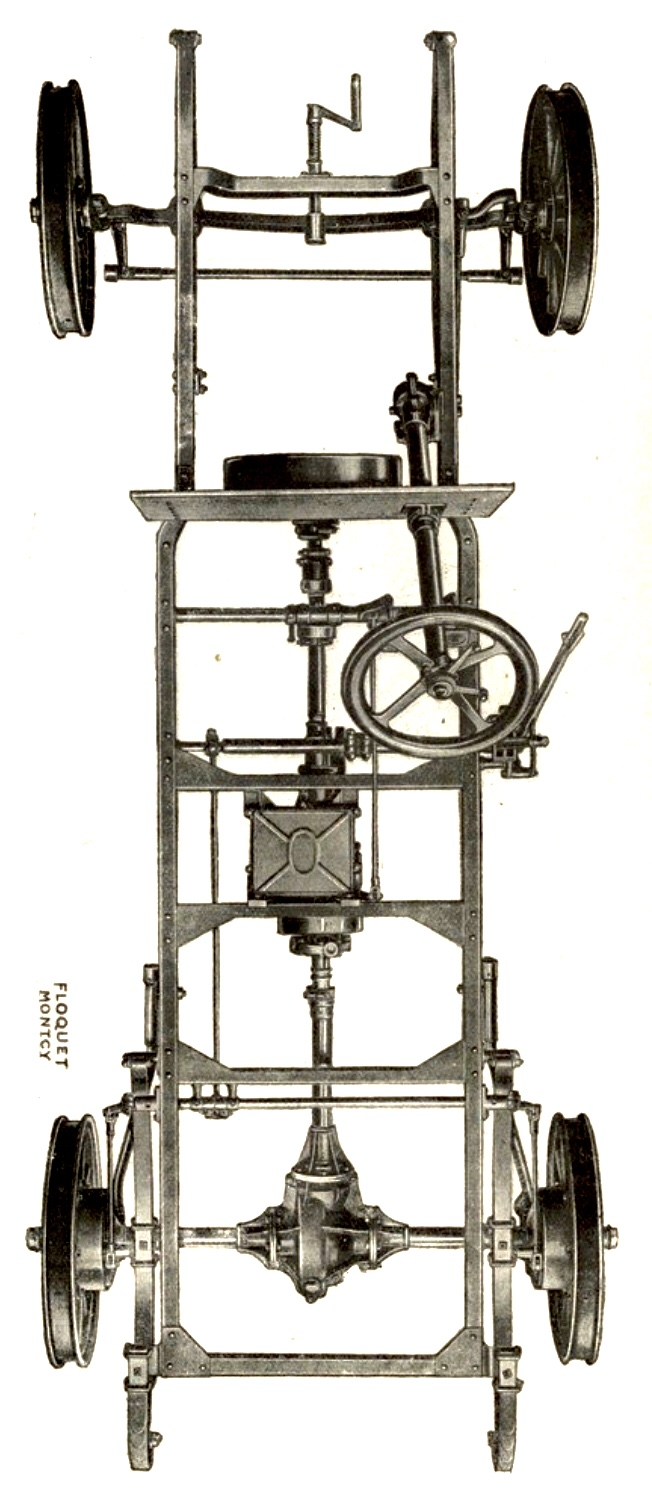
S.U.P. Chassis

Die Familie Hainon begann 1905 in Cons-la-Grandville mit der Produktion von Fahrgestellen und Zubehör für Automobile. Das Unternehmen wurde allerdings erst 1908 gegründet. 1910 entstand in Asnières-sur-Seine eine Fabrik zur Motorenfertigung für Le Zèbre. 1919 begann unter Leitung von Albert Henou die Produktion von eigenen Automobilen. Die Markennamen lauteten SUP und Henou. 1923 endete die Automobilproduktion.

## Fahrzeuge
Im Angebot standen Modelle, die überwiegend mit Einbaumotoren unterschiedlicher Hersteller ausgestattet waren. Genannt sind Altos, Ballot, Chapuis-Dornier, Janvier und Sergeant. Ein Modell hatte einen Vierzylindermotor von Levêque Frères, Marke Sergant, mit 1843 cm³ Hubraum, ein anderes einen eigenen Motor mit 1745 cm³ Hubraum. Die Fahrzeuge waren mit einem Vierganggetriebe ausgestattet. Ein 10 HP hatte 1592 cm³ Hubraum mit 65 mm Bohrung und 120 mm Hub. Der Radstand betrug 2550 mm, die Spurweite 1200 mm.

## Fahrzeugteileverkauf
Außerdem lieferte das Unternehmen Fahrzeugrahmen an Eclipse und Escol.